# Асоціація товаришів Конституції (Японська імперія)

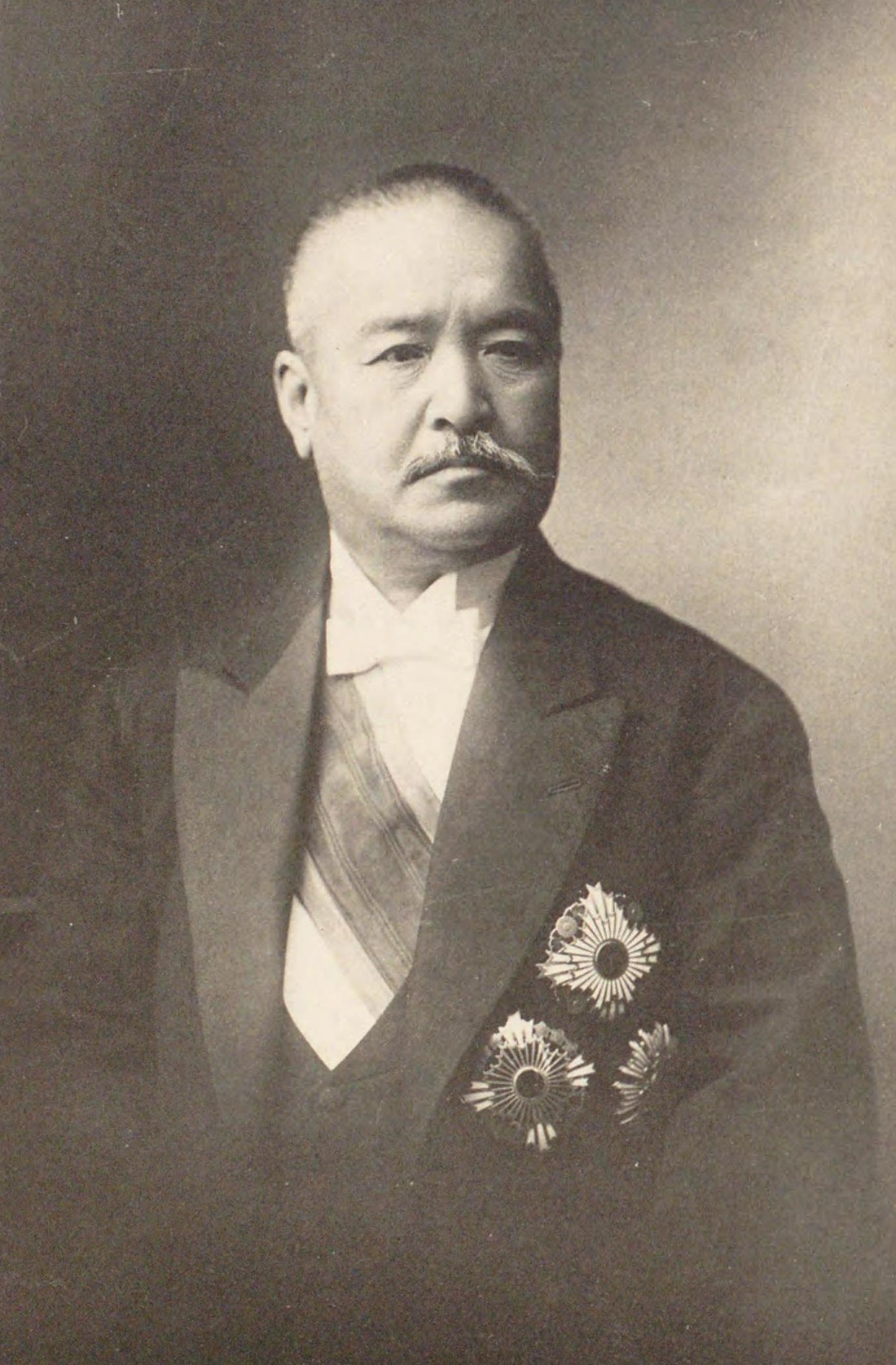
Кацура Таро засновник політичної партії «Асоціація товаришів Конституції»

Асоціація товаришів Конституції (яп. 立憲同志会) була політичною партією, що діяла в Японській імперії на початку 20 століття. Вона також була відома за назвою «Ріккен Дошікай» або простішою назвою «Дошікай».

## Передумова створення
Прем'єр-міністр Японської імперії Кацура Таро 7 лютого 1913 року заснував японську політичну партію «Асоціація товаришів Конституції» яка значною мірою служила для підтримки діяльності його кабінету (уряду) міністрів проти критики з боку японського політичного й державного діяча Юкіо Одзакі та його партії «Асоціація друзів конституційного правління», яка на той час мала більшість місць у нижній палаті парламенту Японської імперії, а також Інукай Цуйосі з політичної партії «Конституційна націоналістична партія ». Кацура Таро зумів переконати 90 членів сейму Японської імперії (включаючи всіх 31 члена «Центрального клубу» і половину «Конституційної націоналістичної партії») приєднатися до його нової політичної партії.
Політична партія «Асоціація товаришів Конституції» змогла пережити смерть Кацура Таро 1913 році, та під керівництвом його наступника пана Като Такаакі зуміла включити п'ятьох своїх членів до кабінету міністрів Японської імперії на чолі якого стояв прем'єр-міністр Окума Сіґенобу в 1914—1916 роках. Після загальних виборів 1915 року «Асоціація товаришів Конституції» стала партією більшості в парламенті зі 153 місцями.
Після розпуску (падіння) уряду Японської імперії на чолі з Окума Сіґенобу, політична партія «Асоціація товаришів Конституції» об'єдналися з політичною партією «Товариство неупередженості» та іншими невеликими японськими політичними партіями, щоб сформувати нову японську політичну партію «Кенсейкай» у жовтні 1916 року.

## Результат виборів
| Вибори   | голосів | %     | чисельність місць |
| -------- | ------- | ----- | ----------------- |
| 1915 рік | 523,228 | 36,92 | 151 / 381         |